# Поклонение имени Бога
Поклонение имени Бога (исп. Adoración del nombre de Dios), Поклонение имени Христову (исп. Adoración del nombre de Cristo) или Слава (исп. La gloria) (1772) — фреска Франсиско Гойи, написанная на потолке купола малого хора Богородицы в базилике XVI века Нуэстра-Синьора-дель-Пилар в Сарагосе.

## История
Летом 1771 года Франсиско Гойя возвратился из путешествия по Италии в Сарагосу. Там юноша открыл мастерскую и стал искать заказы, чтобы помочь себе и своей семье.
В то же время затягивается внутренняя отделка базилика Нуэстра-Синьора-дель-Пилар, потому строительный комитет Сарагоса ищет художников, готовых помочь в росписи свода потолка над малым хором. Важным условием являлись уже имеющийся опыт в технике фрески. Королевский художник Антонио Веласкез был согласен, но требовал сумму денег в 25 тысяч реалов и оплату проезда из столицы, а начинающий Франсиско Гойя согласился на 15 000 реалов; главы комитета рассмотрели кандидатуру Гойи. В конце октября его вызвали в комиссию, где оценили, но ввиду отсутствия опыта гравёра обратились к мадридской Королевской академии искусств для получения рецензий с их стороны. В итоге 28 января 1772 его закрепили за росписью свода потолка.
Меньше чем через четыре месяца автор завершает работу; она продвигает мужчину и способствует его женитьбе на Хосеф Байеу, сестре комиссара Академии и коллеги Гойи Франсиско Байеу. В 1880 году мужчина расписывает другой элемент базилика фреской «Богородица — королева мучеников».

## Описание
Картина размерами 7 × 15 метров представляет собой пологое прямоугольное полотно, вписанное в свод потолка. Сохранились различные эскизы и подготовительные рисунки к этой работе, демонстрирующие больший уровень мастерства, чем оригинал на потолке церкви. Однако следует учитывать, что фреска подвергалась реставрации не менее четырех раз: в 1887, 1947, 1967 и 1991 годах. По эскизам можно судить: Гойя планировал композицию в большем контрасте цвета и света, а также со значительно большим динамизмом, нежели в окончательной работе. Композиция сделана в перспективе «снизу-вверх» (sotto in su), персонажи вдалеке как бы «вдавлены», тем самым создавая эффект глубины.
Фреска в её готовом варианте демонстрирует стереотипы позднего барокко в католической религиозной живописи. По обе стороны расположены ангелы, чьё внимание устремлено в центр композиции, на символ тетраграмматона, вписанный в равнобедренный зияющий треугольник. Отдельные персонажи держат партитуру, символизируя хор; несколько героев прославляют бога, играя на различных инструментах: трубах, лютнях, скрипках.
Ангел с тёмными крыльями по правую сторону полотна замахивается ковшом, направляя взгляд зрителя к фигуре в небе исходящим паром. Внизу картины несколько херувимов чуть высовываются из-за облаков, немного выше будто озорничает пара персонажей с цветами в руках, а прочие герои разделились по группкам, с трепетом созерцая момент откровения. Оттенки преимущественно охровые, — это символизирует сиюминутную эманацию бога во всех существ своим жёлтым светом.